# Moritz Brosig

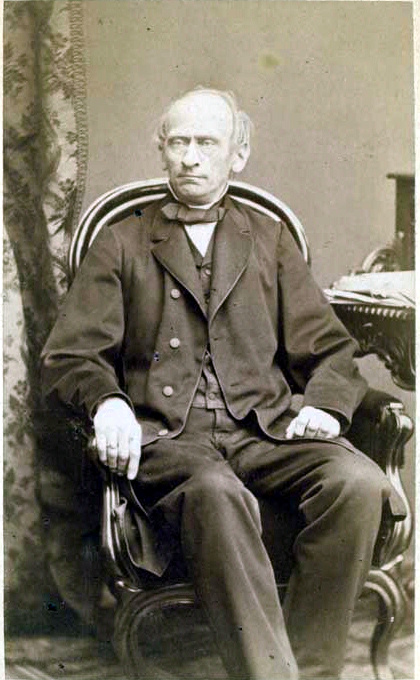
Moritz Brosig um 1870

Moritz Brosig (* 15. Oktober 1815 in Fuchswinkel, Kreis Neisse, Provinz Schlesien; † 24. Januar 1887 in Breslau, Provinz Schlesien) war ein deutscher Komponist und Organist und ein führender Vertreter der Breslauer Schule.

## Leben
Moritz Brosig war der jüngste Sohn eines Rittergutsbesitzers. Als er drei Jahre alt war, starb der Vater und die Familie zog nach Breslau. Er besuchte das katholische Matthias-Gymnasium bis zur obersten Schulklasse. Anschließend war er drei Monate am katholischen Lehrerseminar, das er dann aber wegen seiner schwachen Gesundheit verlassen musste. Daraufhin entschloss er sich, Kirchenmusiker zu werden. Er wurde Schüler des Domorganisten und Königlichen Musikdirektors im Institut für Kirchenmusik an der Breslauer Universität Franz Wolf.
Ab 1838 war er als Organist an St. Adalbert tätig. Dort vertrat Brosig seinen Lehrer des Öfteren an der Domorgel und wurde nach dessen Tod 1843 zu seinem Nachfolger als Domorganist ernannt. Brosig wurde für sein Orgelspiel und seine Improvisationskunst berühmt, obwohl er nie außerhalb des Breslauer Doms konzertierte. 1853 bewarb er sich um die durch den Tod von Bernhard Hahn freigewordene Stelle des Domkapellmeisters, die er gegen die Konkurrenz von Peter Cornelius und B. Hahn d. J. erhielt.
Während der Amtszeit Brosigs als Domkapellmeister formierte sich in Deutschland eine Bewegung, die sich gegen den Einsatz der profanen Musik in der Kirche erhob. Im Anschluss an den Katholikentag in Bamberg wurde 1868 der „Allgemeine Cäcilien-Verein“ gegründet. Noch im selben Jahr wurde Brosig zum Mitbegründer des „Schlesischen Cäcilien-Vereins“ in Oppeln. Schon im folgenden Jahr aber distanzierte er sich wieder von ihm, weil er seine zu radikale Rückwärtsgewandtheit nicht mitmachen wollte. Die orchesterbegleitende Musik wurde im Breslauer Dom weiterhin gepflegt. Allerdings führte auch Brosig Reformen durch. Messen von Haydn, Mozart und Cherubini, die ihm zu unliturgisch erschienen, verschwanden aus seinem Repertoire, ebenso die zu feierlichen Anlässen üblichen Bläserintraden (Einzugsmusiken). Vom Jahr 1860 an wurde im Dom in den Kartagen nur a cappella musiziert. Brosig vertrat also eine gemäßigte Reform der Kirchenmusik, die die Vokalmusik des 16./17. Jahrhunderts ihrem künstlerischen Wert und ihrer liturgischen Funktion nach entsprechend würdigte, aber ebenso die zeitgemäßen kompositorischen Mittel mit einbezog, und die auf instrumentale Ausdrucksmittel nicht verzichten wollte. Seine Auffassung zur cäcilianischen Reform veröffentlichte Brosig 1880 in seiner Schrift Über die alten Kirchenkompositionen und ihre Wiedereinführung.
1871 wurde Brosig zusätzlich Dozent am Institut für Kirchenmusik der Universität Breslau. Diese verlieh ihm 1879 den Titel Dr. phil. h. c., nachdem er eine „Modulationstheorie“ (1865) und eine „Harmonielehre“ (1874) geschrieben hatte. Er promovierte mit einer Dissertation über Kirchen-Kompositionen des 16. und 17. Jahrhunderts. 1881 wurde ihm der Professorentitel verliehen. Von der „Harmonielehre“ erschien schon acht Jahre später die dritte Auflage, und noch im Jahr 1899 gab Carl Thiel ihre vierte Auflage als Handbuch der Harmonielehre und Modulation heraus.
Brosig schrieb bis auf wenige kammermusikalische Werke und Lieder nur Kirchenmusik, darunter neun Messen, zahlreiche Orgelkompositionen (davon ca. 120 gedruckt), ein katholisches Choralbuch, Klavier- und Cello-Kompositionen, eine Modulations-Theorie und eine Harmonielehre, die zahlreiche Auflagen erlebte. Zu seinen Schülern gehörten Adolf Cebrian, Salomon Jadassohn, Anna Benfey und Hermann Scholtz. Seine Kompositionen waren vor allem in Schlesien und darüber hinaus im österreichischen und süddeutschen Raum geschätzt und weit verbreitet. Sechs Verlage veröffentlichten einen erheblichen Teil seiner Orgelmusik und Vokalkompositionen.
1884 trat Brosig 69-jährig von seinem Amt zurück und starb 1887 in Breslau.

## Rezeption
Brosigs Orgelmusik lässt stilistische Verwandtschaft zu der F. Mendelssohns erkennen. Seine Zeitgenossen lobten seine melodische Erfindungsgabe und seine abwechslungsreiche Harmonik. Für die Vokalkompositionen konstatierte Rudolf Walter Einflüsse der Kirchenmusik Franz Schuberts und Carl Maria von Webers. Ein Aufsatz in der Zeitschrift für kath. Kirchenmusik von 1869 hebt hervor: „Dem Vokalchor fällt in richtiger Würdigung der Hauptantheil zu. Dabei ist indess keine der Singstimmen bis an die äussersten Grenzen ihres Umfanges geführt, so dass in dieser Hinsicht die Ausführung nur bequem zu nennen ist. Das Orchester, nirgends die Hauptsache überwuchernd, ist in so weit angewandt, als es zur wahren Charakterisirung des Textes beitragen hilft.“ In kritischer Distanz sowohl zur traditionellen, klassischen und opernhaften Orchestermesse als auch zum radikal-cäcilianischen Ausmerzen jeder Orchestermusik im Kirchenraum versuchte Brosig, in seinen Kompositionen dem liturgischen Ort gerecht zu werden und in zeitgemäßen musikalischen Ausdrucksformen qualitätvolle Musik zu schaffen.
Er wurde auf diese Weise ein wichtiger Vertreter der sogenannten „Breslauer Schule“ der Domkapellmeister des 19. und 20. Jahrhunderts, die den Breslauer Dom zu einem weithin ausstrahlenden Zentrum guter Kirchenmusik machte.

## Schriften
- Ueber die alten Kirchen-Compositionen des 16. und 17. Jahrhunderts und ihre Wiedereinführung beim Katholischen Gottesdienste. Leipzig: F. E. C. Leuckart, 1880.
- Handbuch der Harmonielehre und Modulation. 6. Aufl., neu bearb. und mit Beitr. vers. von Carl Thiel. Leipzig: Leuckart, 1912.

## Kompositionen
- opus 1: Drei Praeludien und Fugen (e-Moll, C-Dur, fis-Moll)
- opus 3: Fünf Orgelstücke zum Gebrauch beim Gottesdienste (4 Praeludien in f-moll, G-Dur, b-Moll, G-Dur; Praeludium und Fuge in g-Moll)
- opus 4: Fünf Choralvorspiele (Nun sich der Tag geendet hat, Auf meinen lieben Gott, Liebster Jesus wir sind hier, Aus tiefer Not schrei ich zu dir, O Haupt voll Blut und Wunden)
- opus 6: Fantasie über das Lied „Christus ist erstanden“
- opus 7: Messe (e-Moll)
- opus 8b: Einundzwanzig Vorspiele zu Predigtliedern
- opus 11: Drei Praeludien (F-Dur, C-Dur, Es-Dur) und zwei Postludien (f-Moll, C-Dur)
- opus 12: Vier Orgelstücke (Praeludium G-Dur, Vorspiel zu dem Liede „O Traurigkeit“, Praeludium und Fuge in a-Moll, Praeludium in As-Dur)
- opus 16: Deutsche Choralmesse nach alten Choralmelodien
- opus 19: Sechs Tonstücke für Orgel
- opus 22: Deux Sérénades p. Pfte et Violon (ou Violoncelle)
- opus 23: Kúrze und leicht ausführbare Vespern (De Confessore)
- opus 29: 3te (Kurze) Messe
- opus 30: Melodien zum katholischen Gesangbuche
- opus 32: Orgelbuch
- opus 36: Festmesse
- opus 42: Achte Messe für Chor und Orgel
- opus 44: Neunte Messe
- opus 46: Acht Orgelstücke verschiedenen Charakters (Praeludien in D-Dur, f-Moll, G-Dur, C-Dur, c-Moll, D-Dur; Festvorspiel in Es-Dur, Praeludium in g-Moll)
- opus 47: Fünf Orgelstücke (3 Andante in B-Dur, A-Dur, As-Dur; Praeludium in A-Dur; Postludium in D-Dur)
- opus 49: Fünf Orgelstücke (Fantasie in c-Moll; 3 Andante in a-Moll, E-Dur, F-Dur; Adagio in As-Dur)
- opus 52: Zehn Orgelstücke verschiedenen Charakters und zwei Choralvorspiele
- opus 53: Fantasie Nr.1 in f-Moll
- opus 54: Fantasie Nr.2 in Es-Dur
- opus 55: Fantasie Nr.3 in d-Moll
- opus 58: Acht Orgelstücke (Praeludien in e-Moll, C-Dur; Postludien in f-Moll, d-Moll, Vorspiele zu „Straf mich nicht in deinem Zorn“, „Komm Gott, Schöpfer“; Trios in E-Dur, G-Dur)
- opus 60: Sechs Praeludien und Fugen (Es-Dur, c-Moll, E-Dur, a-Moll, D-Dur, cis-Moll)
- opus 61: Fünf Tonstücke verschiedenen Charakters nebst drei Postludien mit Angabe der Pedal-Applicatur

## Hörbeispiele
Moritz Brosig: Larghetto für Orgel aus der Fantasie op. 53 2,50 MBⓘ
- Werke auf youtube
- Festvorspiel in Es op. 46,7,[7]  Siegfried Gmeiner an der Walcker-Orgel (1904) von St. Georg, Ulm.[8]